# Bloomberg Tower
Bloomberg Tower, kallas även Alexander's Tower och One Beacon Court, är en skyskrapa som ligger på Manhattan i New York, New York i USA.
Byggnaden uppfördes mellan 2000 och 2004 som en fastighet för både bostäder och kontorsverksamhet. Den är 245,6 meter hög och har 54 våningar.